# Дэвисон, Роб
Роб Дэвисон (англ. Rob Davison, род. 1 мая 1980, Сент-Катаринс, Онтарио, Канада) —  канадский профессиональный тренер по хоккею с шайбой и бывший игрок. Защитник Дэвисон играл за «Сан-Хосе Шаркс», «Нью-Йорк Айлендерс», «Ванкувер Кэнакс» и «Нью-Джерси Девилз» Национальной хоккейной лиги (НХЛ). В настоящее время он работает помощником тренера Торонто Марлис, фарм-клуба Торонто Мэйпл Лифс в Американской хоккейной лиге (АХЛ).

## Игровая карьера
Дэвисон начал свою юношескую карьеру в хоккейной лиге «А» провинции Онтарио за «Сент-Майклз Баззерс» в 1996-97 годах. В следующем году он присоединился к команде Норт Бей Сентенниал основной юниорской хоккейной лиги Онтарио. Набрав 11 очков в 59 играх, он был выбран Сан-Хосе Шаркс в четвертом раунде, заняв 98-е место в драфте НХЛ 1998 года. Дэвисон вернулся в Норт Бей еще на два сезона, прежде чем совершить свой профессиональный дебют с фарм-клубом Шаркс, Кентукки Трублейдс, в АХЛ в сезоне 2000–01.
В следующем сезоне Кентукки Тороблейдс переехали из Кентукки и стали Кливленд Баронз. Дэвисон забил свой первый профессиональный гол в сезоне 2001–2002 года.
В сезоне 2002-2003 года, после обмена защитника Брайана Марчмента, Дэвисон был вызван из Кливленда и дебютировал в НХЛ с Шаркс. В своей третьей игре он забил свой первый гол в НХЛ в ворота Мартина Гербера в овертайме в игре против Анахайм Майти Дакс. Дэвисон закончил сезон с 3 очками в 15 играх в Сан-Хосе.
Во время локаута НХЛ 2004–05 года Дэвисон играл в британской элитной хоккейной лиге в Кардифф Девилз. Он забил 7 голов (второе место среди защитников команды) и набрал 15 очков в 50 играх, когда Дьяволы завершили сезон, заняв второе место в Кубке вызова.
Когда игра в НХЛ возобновилась в следующем сезоне, в сезоне 2005–06, Дэвисон набрал 6 очков в 69 играх. Он оставался в Шаркс до 26 февраля 2008 года, когда его обменяли в Нью-Йорк Айлендерс в обмен на выбор на драфте в седьмом раунде (Джейсон Демерс) в 2008 году.
18 марта 2008 года, в игре против Торонто Мэйпл Лифс, Дэвисон забил один из самых длинных голов в истории НХЛ, когда попытка выброса шайбы из своей зоны от линии ворот привела к нескольким отскокам по льду, прежде чем отскочила от вратарской перчатки бывшего товарища по команде Шаркс Весы Тоскала в ворота. Это был единственный гол Айлендерс в матче, встреча совершилась со счетом 3-1 в пользу Торонто Мэйпл Лифс. Бросок с расстояния 197 футов (60 метров) стал лишь третьим голом Дэвисона в 187 играх за карьеру.
После одного сезона с Айлендерс 10 июля 2008 года он подписал однолетний контракт с Ванкувер Кэнакс на сумму 560 000 долларов в качестве неограниченно свободного агента. Дэвисону предложил контракт его бывший агент Майк Гиллис, недавно назначенный генеральным менеджером Кэнакс.
31 июля 2009 года Дэвисон подписал контракт с Нью-Джерси Девилз. Дэвисон сыграл одну игру за Девилз в том сезоне, большую часть времени находясь в составе Лоуэлл Девилз из АХЛ.
После двух сезонов за границей в Европе в ХК Оцеларжи (Тршинец) и ХК Ред Булл (Зальцбург) Дэвисон вернулся в Сан Хосе Шаркс, свою первую команду в НХЛ по однолетнему двустороннему контракту 7 июля 2013 года.
Дэвисон был капитаном Вустер Шаркс, фарм-клуба Сан-Хосе Шаркс в АХЛ, и 31 декабря 2013 года против Эдирондак Фантомс  он сыграл свою 700-ю профессиональную игру: 345 - в АХЛ, 219 - в НХЛ и 136 - в Европе.

## Тренерская карьера
26 июля 2014 года Дэвисон закончил карьеру, чтобы стать помощником тренера в ХК Ред Булл (Зальцбург).
После двух сезонов в Зальцбурге он покинул команду по завершении сезона 2015–16 годов и присоединился к тренерскому штабу ХК Динамо Минск Континентальной хоккейной лиги (КХЛ) в качестве ассистента.
17 июля 2017 года Дэвисон был назначен помощником тренера Торонто Марлис и выиграл Кубок Колдера в сезоне 2017–18.